# Mosteiro Pou Tai Un
Mosteiro Pou Tai Un is een boeddhistische tempel in het dorp Povoação de Mong-Há in Macau. De tempel bestaat onder andere uit de Maitreyahal, Mahavirahal en de Puminghal. Het werd in gebouwd in de Yuan-dynastie en is een van de oudste boeddhistische tempels in Macau. De Mahavirahal heeft een groot bronzen Boeddhabeeld van Shakyamuni Boeddha in kleermakerszit. Het is het grootste Boeddhabeeld van Macau en heeft een hoogte van 5,4 meter.
De tempel is in Chinese stijl gebouwd en heeft behalve religieuze hallen, ook een eetzaal en een groentetuin. Bezoekers kunnen vegetarisch eten in de eetzaal.